# Бурса-гуртожиток (пам'ятка в Бучачі)
Бурса-гуртожиток — пам'ятка архітектури місцевого значення в Бучачі (Тернопільська область). Охоронний номер 37.
Розташована на вул. Б. Хмельницького, 9.

## Історія
Мурований двоповерховий будинок зведений у 1935 році

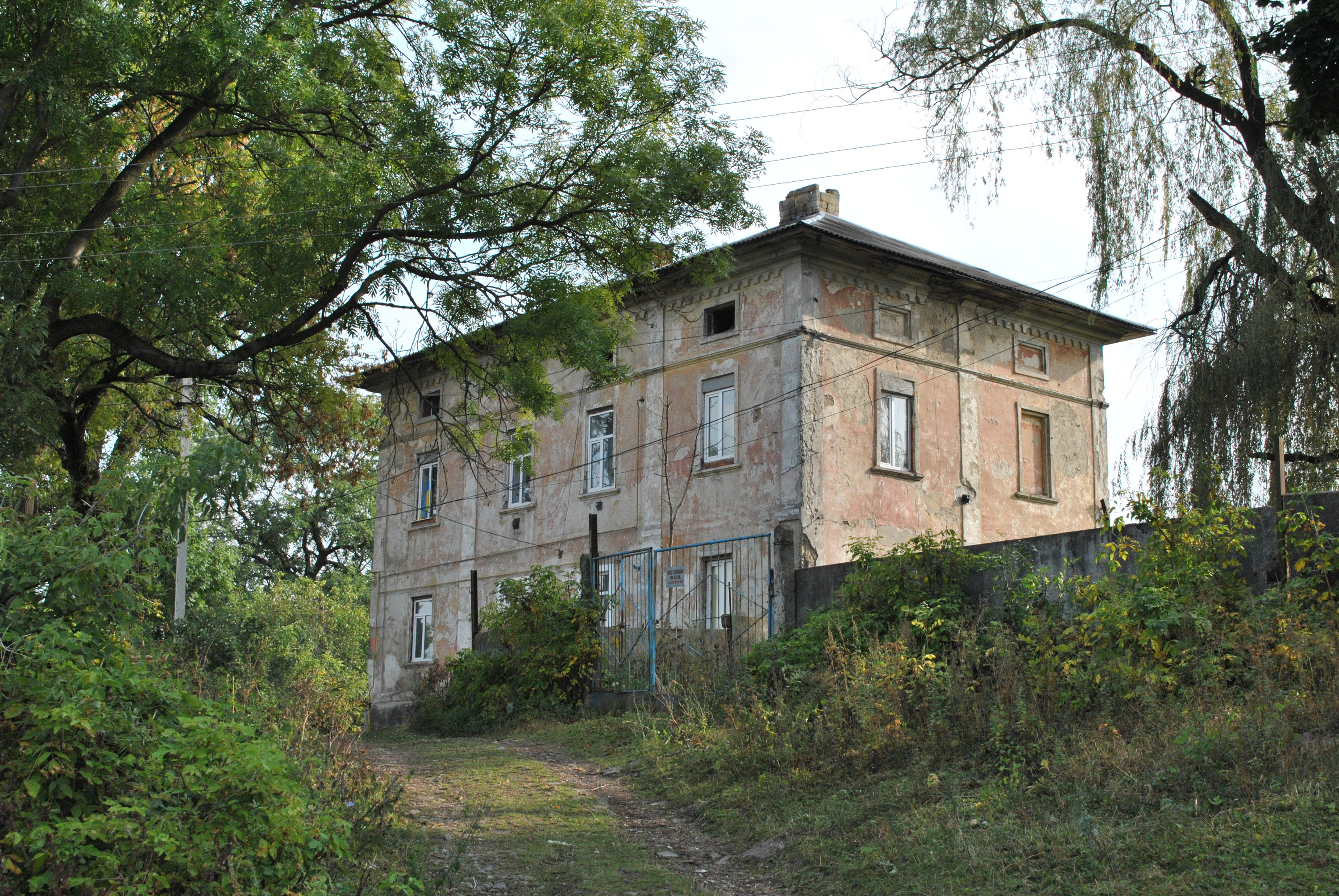
Будинок у 2014 р.